# 卡尔塔希马
卡尔塔希马，是西班牙安达卢西亚自治区马拉加省的一个市镇。 总面积22平方公里，总人口238人（2001年），人口密度11人/平方公里。